# Masacre de San Miguel del Monte
Se conoce como Masacre de San Miguel del Monte, o Masacre de Monte, a la muerte de cuatro adolescentes  ocurrida durante la madrugada del 20 de mayo de 2019, en la ciudad de Monte, Pcia. Buenos Aires, Argentina, resultante de la persecución y tiroteo realizados por miembros de la policía bonaerense sobre el vehículo que utilizaban los jóvenes.

## Evento

### Previo al accidente
Los jóvenes, Gonzalo Domínguez (14), Rocío Guagliarello (13), Camila López (13) y Danilo Sansone (13), locales de la ciudad, y Aníbal Suárez (22), oriundo de Misiones, subieron a un auto para pasear por la ciudad durante la noche.

### Persecución y accidente
Durante el paseo, el vehículo, un Fiat 147, en el que iba el grupo (conducido por Aníbal Suárez), cruzó a unos patrulleros policiales, y en la brevedad, inició la persecución de los vehículos policiales contra el Fiat.
No se sabe exactamente cómo se inició esta persecución. Aparentemente, la policía, que recibió un llamado al 911, en el que se denunciaba un auto sospechoso con características similares al vehículo de Suárez, procedió a seguirlos para hacer una inspección.
Sin embargo, el vehículo en el que iban los jóvenes huyó a toda velocidad con el objetivo de alejarse, luego de que dentro del patrullero, uno de los policías estaba apuntando al auto con un objeto parecido a una linterna. Según se había comunicado, era para anotar la patente y alertar la detención del vehículo, mientras, los familiares de las víctimas y vecinos de la zona, sostenían de que en realidad dicho objeto era un arma.
Llegado a una colectora, el vehículo chocó contra un acoplado, causando la muerte de 4 de los 5 integrantes, (Gonzalo Domínguez, Camila López, Danilo Sansone, y el conductor, Aníbal Suárez); la única sobreviviente, Rocío Guagliarello, fue internada en grave estado.

## Investigaciones
Los eventos que desencadenaron dicha persecución, así como los sucesos ocurridos hasta el choque son ambiguos y poco claros. Por lo que hay varias versiones de los hechos. Por una parte, se sostiene que los hechos se desencadenaron por malentendidos entre los patrulleros y los jóvenes,[cita requerida] mientras que por otra parte, se sostiene que las medidas fueron desmedidas e inclusive, malintencionadas.
Luego del accidente, se comenzó a buscar y revisar todo tipo de registros ocurridos durante el suceso, como vídeos de seguridad, llamadas, y grabaciones en los teléfonos de las víctimas, así como también revisar los restos del automóvil chocado, y las autopsias a los cuerpos de las víctimas, con el fin de reconstruir la escena del accidente y obtener información de lo sucedido.
Según las investigaciones en los restos del auto, y de las autopsias, el automóvil fue disparado, y uno de los cuerpos de los pasajeros tenía restos de proyectil en un glúteo.

## Consecuencias
Como consecuencia de los hechos, hubo 13 detenidos, 12 de ellos efectivos de la comisaría de la localidad y el restante el secretario de seguridad Claudio Martìnez.
Un mes después de producidos del hechos, la fiscalía a cargo del caso solicitó la prisión preventiva para los 12 policías y el funcionario municipal detenidos por la masacre, bajo los cargos de "homicidio doblemente agravado por abuso de su función como miembro de fuerzas policiales y por el empleo de armas de fuego" para los cuatro agentes policiales directamente implicados en el hecho, y encubrimiento agravado al resto de los involucrados, y el juez Eduardo Silva Pelossi ordenó la prisión preventiva de cuatro policías por "homicidio agravado", y otros siete por "encubrimiento agravado, abuso de autoridad y violación de los deberes de funcionario público".

### Protestas
Al día siguiente, hubo protestas en la ciudad a raíz de la tragedia, la cual término en disturbios, con cortes de tránsito, piedrazos, quemas de ruedas, y una policía herida.

### Derivaciones
A raíz de la Masacre se presentaron pedidos de juicio político contra Patricia Bullrich, tras la masacre donde fallecieron cuatro jóvenes, cuatro de ellos menores de edad, a manos de la policía bonaerense. En sus fundamentos, consideraron que Bullrich incurrió en «mal desempeño» y en la comisión de «eventuales delitos en el ejercicio de sus funciones». Por otra parte, en los tribunales de La Plata tramita una causa contra Sandra Mayol, que era intendenta de Monte y referente del Frente Renovador liderado por Sergio Massa al tiempo de los hechos, por presunta violación de sus deberes como funcionaria; la Comisión Provincial por la Memoria (CPM),  se constituyó como particular damnificado.

### Sentencias
El 10 de junio de 2023, el excomisario Rubén García y el exoficial Leonardo Ecilapé, quienes dispararon contra el automóvil, fueron condenados a prisión perpetua como coautores de homicidio agravado. Manuel Monreal y Mariano Ibáñez, quienes conducían los móviles utilizados en la persecución, fueron condenados a quince años de cárcel como coautores de tentativa de homicidio agravado. El fallo fue dictado por Carolina Crispiani.Posteriormente se dictaron nuevos fallos condenando a otros tres policías 
a penas de cuatro años y seis meses de prisión al comprobarse que intentaron ocultar el violento y letal accionar de otros uniformados durante la persecución y balacera contra tres niños y un joven, mientras que al año 2023  otros 16 esperaban el juicio oral.